# Analiza sekvenci
Analiza sekvence u biologiji podrazumeva izlaganje DNK ili peptidnih sekvenci poravnavanju sekvenci, pretragu baza podataka sekvenci, pretragu za ponovljenim sekvencama, ili primenu drugih bioinformatičkih metoda na računaru.
Od vremena razvoja metoda visokog-protoka proizvodnje gena i proteinskih sekvenci tokom 90-ih godina, stopa dodavanja novih sekvenci u bazama podataka se kontinuirano povećava. Zbirka sekvenci sama po sebi ne uvećava razumevanje biologije organizama. Međutim, poređenje sekvenci koje imaju poznate funkcije sa novim sekvencama je jedan od načina razumevanja biologije organizma iz kojeg dolazi nova sekvenca. Analiza sekvenci se može koristiti za dodelu funkcija gena i proteina putem studija sličnosti između sekvenci. Danas postoje mnogi alati i tehnike koje omogućuju poređenje (poravnanje) sekvenci, kao i za analizu proizvoda poravnavanja u biološkom kontekstu.

## Metodologija
Metodi za poravnavanje sekvenci se dele na metode za poravnavanje parova (poravnavanje dve sekvence), i za višestruko poravnavanje (sa više od dve sekvence). Postoje brojni alati za poravnavanje. Neki od njih su: ClustalW, , MUSCLE, MAFFT, , T-Coffee, POA, i MANGO.
Postoji više algoritama za studiranje poravnavanja sekvenci, np.: dinamičko programiranje, Skriveni Markovljev model, Viterbi and Greedy.

## Literatura
- Mount, David W. (2004). Bioinformatics: sequence and genome analysis. Plainview, N.Y: Cold Spring Harbor Laboratory Press.
- Durbin, Richard (1998). Biological sequence analysis: probalistic models of proteins and nucleic acids. Cambridge, UK: Cambridge University Press.